# ایژبولدی
ایژبولدی (انگلیسی: Izhbuldy) یک شهرک در شهرستان زیلایرسکی استان باشقیرستان کشور روسیه است.